# Заяц, Елена Евгеньевна
Елена Евгеньевна Заяц (16 июня 1969, Барановичи) — российская шахматистка, международный мастер (2005). Первый тренер — Татьяна Позняк. В 14 лет переехала в Минск поступила в местный спортивный интернат к тренеру Михаилу Шерешевскому . Помогала ему в редактировании известной шахматной книге «Контуры эндшпиля». Окончила Белорусский государственный университет.
Чемпионаты СССР среди девушек (1986 и 1987) — 2-е и 1-е места. Чемпионаты мира среди девушек (1987 и 1988) — 3-е место. Победительница отборочного турнира к чемпионату мира (1987). Чемпионат Белоруссии (1988) — 1—2-е места. Лучшие результаты в международных соревнованиях: Приморско и Пловдив (1988) — 1-е; Ленинград (1988) — 3—7-е места. В составе сборной Белоруссии участница 2-х Всемирных Шахматных Олимпиад (1994—1996).
В 1998—2006 годах проживала в Казани. В 2004 и 2011 выиграла Высшую Лигу чемпионатов России. Неоднократная участница Российского женского Суперфинала. Дважды участница чемпионатов мира ФИДЕ по нокаут-системе (2000 и 2006 гг).
В 2006 вернулась в Барановичи, а в 2008 в Минск и сохранив российское гражданство, стала работать тренером-преподавателем. Капитан и тренер женской сборной Беларуси на чемпионате Европы 2017 г., на Всемирных шахматных Олимпиадах 2012, 2014 и 2016 гг.
Была замужем за известным шахматистом Андреем Харловым. Впоследствии развелись. Имеет сына от этого брака.

## Изменения рейтинга
| Графики недоступны из-за технических проблем. См. информацию на Фабрикаторе и на mediawiki.org. |